# Pseudorhiza illyrica
Pseudorhiza illyrica là một loài thực vật có hoa trong họ Lan. Loài này được (Hartmut Jahn & Kümpel) Seckel miêu tả khoa học đầu tiên năm 1991.